# Marcgravia trinitatis
Marcgravia trinitatis är en tvåhjärtbladig växtart som beskrevs av Presl. Marcgravia trinitatis ingår i släktet Marcgravia och familjen Marcgraviaceae. Inga underarter finns listade i Catalogue of Life.